# Día Internacional de las Mujeres y las Niñas Afrodescendientes
El Día Internacional de las Mujeres y las Niñas Afrodescendientes es una jornada de concienciación que se celebra anualmente el 25 de julio desde 2025, establecida por la Asamblea General de las Naciones Unidas en 2024.

## Proclamación
El Día Internacional de las Mujeres y las Niñas Afrodescendientes fue establecido por resolución A/RER/78/323 de la Asamblea General de las Naciones Unidas el 13 de agosto de 2024 gracias a la iniciativa de Brasil, que contó con el apoyo de más de 60 países de América Latina, África y Asia.
La fecha fue elegida en conmemoración de la primera reunión de mujeres negras latinoamericanas y caribeñas en República Dominicana.

## Ediciones
La primera edición fue celebrada en la ciudad colombiana de Cali. El evento se organizó en la Universidad Libre y fue liderado por Francia Márquez, vicepresidenta de Colombia. El lema de la edición fue «Juntas por la restauración de nuestra dignidad» y reunió a lideres afrodescendientes de todo el mundo, así como a representantes gubernamentales y de organismos internacionales, como la activista Angela Davis, la exvicepresidenta de Costa Rica Epsy Campbell, la expresidenta del Foro Permanente sobre los Afrodescendientes de la ONU June Soomer, la exdiputada federal de México Teresa Mojica Morga, la asambleísta nacional de Ecuador Paola Cabezas Castillo; la directora del Programa de Cultura y Desarrollo Comunitario en la Secretaría de la Comisión de Reparaciones Históricas de CARICOM Hillary Brown, la delegada de la Secretaría General de la Asociación de Estados del Caribe (AEC) Natasha George, la premio Nobel de la Paz 2011 y activista liberiana Leymah Roberta Gbowee, la ministra de Estado y ministra de Ambiente de la República Democrática del Congo Bazaiba Masudi, y la ministra de Derechos Humanos de la República Democrática del Congo Chantal Chambu Mwavita.